# 門脇禎二
門脇 禎二（かどわき ていじ、1925年9月28日 - 2007年6月12日）は、日本の歴史学者。専門は日本古代史。大化の改新否定論や地域国家論で知られる。京都府立大学名誉教授、京都橘女子大学名誉教授。

## 経歴
1925年、高知県生まれ。第五高等学校在学中に応召。除隊後に京都大学文学部史学科に進み、1949年に卒業。同大学大学院に進んだ。
1954年、京都大学文学部助手に採用された。1957年、奈良女子大学文学部講師となった。1960年に同助教授、1966年に同教授昇格。1969年、学位論文『「大化改新」論:その前史の研究』を京都大学に提出して 文学博士号を取得。1975年10月、京都府立大学文学部史学科教授に転じた。1986年9月、京都府立大学学長に就任（1992年8月まで）。1992年、京都府立大学を定年退職し、名誉教授となった。
その後は、1993年より京都橘女子大学文学部教授。1995年4月からは京都橘女子大学学長を務めた（2000年3月まで）。2001年、京都橘女子大学を退任し、名誉教授となった。2007年6月12日、胆嚢癌のため死去。81歳没。

## 受賞
- 1999年：京都府文化賞（特別功労賞）[2]

## 研究内容・業績
専門は日本史で、日本古代史。2013年10月1日、遺族から寄贈された図書や研究資料が「門脇文庫」として、精華町立図書館に設置された。

## 著作
著書
- 『古代国家と天皇』創元社 1957
- 『神武天皇』三一書房 1957
- 『日本古代共同体の研究』東京大学出版会 1960
- 『京都・奈良の旅』社会思想社 1963
- 『新訂 新日本史』正林書院 1963
- 『釆女』中央公論社 1965
- 『「大化改新」論』徳間書店 1969
- 『飛鳥 その古代史と風土』日本放送出版協会 1970
- 『出雲の古代史』日本放送出版協会、1976
- 『古代史像点検』柏書房 1977
- 『蘇我蝦夷・入鹿』(人物叢書) 吉川弘文館 1977
- 『原始から平安前期まで』(教養人の日本史 1) 田辺昭三と共著 社会思想社(現代教養文庫) 1978
- 『日本古代政治史論』塙書房 1981
- 『葛城と古代国家』教育社 1984
- 『古代史をどう学ぶか』校倉書房 1986
- 『日本海域の古代史』東京大学出版会 1986
- 『検証古代の出雲』学習研究社 1987
- 『吉備の古代史』山陽放送 1988
- 『「大化改新」史論』思文閣出版、1991
- 『吉備の古代史』日本放送出版協会、1992
- 『折々の記 学長の日々に』(私家版) 1992
- 『飛鳥古京』吉川弘文館 1994
- 『古代日本の「地域王国」と「ヤマト王国」』学生社 2000
- 『葛城と古代国家』講談社 2000
- 『飛鳥と亀形石』学生社 2002
- 『古代出雲』講談社 2003
- 『邪馬台国と地域王国』吉川弘文館 2008

論文
- CiNii>門脇禎二